# Cantón de Moncontour (Costas de Armor)
El cantón de Moncontour (Costas de Armor) era una división administrativa francesa, que estaba situada en el departamento de Costas de Armor y la región de Bretaña.

## Composición
El cantón estaba formado por diez comunas:
- Bréhand
- Hénon
- Moncontour
- Penguily
- Quessoy
- Saint-Carreuc
- Saint-Glen
- Saint-Trimoël
- Trébry
- Trédaniel

## Supresión del cantón de Moncontour de Costas de Armor
En aplicación del Decreto nº 2014-150 de 13 de febrero de 2014, el cantón de Moncontour (Costas de Armor) fue suprimido el 22 de marzo de 2015 y sus 10 comunas pasaron a formar parte; cinco del nuevo cantón de Plaintel y cinco del nuevo cantón de Plénée-Jugon.